# Im Kreis (Album)
Im Kreis ist eine EP der Rapperin Pyranja. Sie erschien am 29. Januar 2001 und war die erste Soloveröffentlichung der Künstlerin.

## Entstehung
Pyranja hatte zunächst zusammen mit einigen anderen Rappern – unter anderem Curse – die Single Swingerclub rausgebracht. Noch im selben Jahr erschien bei Def Jam eine Promo-Schallplatte, die die Stücke namens Im Kreis und Nachtflug enthielt. Beide erschienen 2001 schließlich mit drei weiteren Liedern auf der EP Im Kreis.

## Texte
Stilistisch ist die EP dem Conscious- und dem Battle-Rap zuzuordnen. Letzteres trifft auf Im Kreis und Fremdkörper zu.

## Charterfolg
Die EP belegte Mitte Februar 2001 Platz 83 der deutschen Singlecharts, in denen sie sich insgesamt drei Wochen halten konnte. Damit ist „Im Kreis“ die bislang erfolgreichste Veröffentlichung der Künstlerin.